# Mobilpositionering
Mobilpositionering avser att uppnå den aktuella platsen för en mobiltelefon, stationär eller rörlig. Lokalisering kan ske antingen via multilateration av radiosignaler mellan (flera) radiotorn i nätet och telefonen, eller helt enkelt via GPS. För att hitta telefonen via multilateration av radiosignaler, måste den avge åtminstone roaming signalen för att kontakta nästa närliggande antenntorn, men processen kräver inte ett aktivt samtal. GSM är baserat på signalstyrkan till närliggande antennmaster.

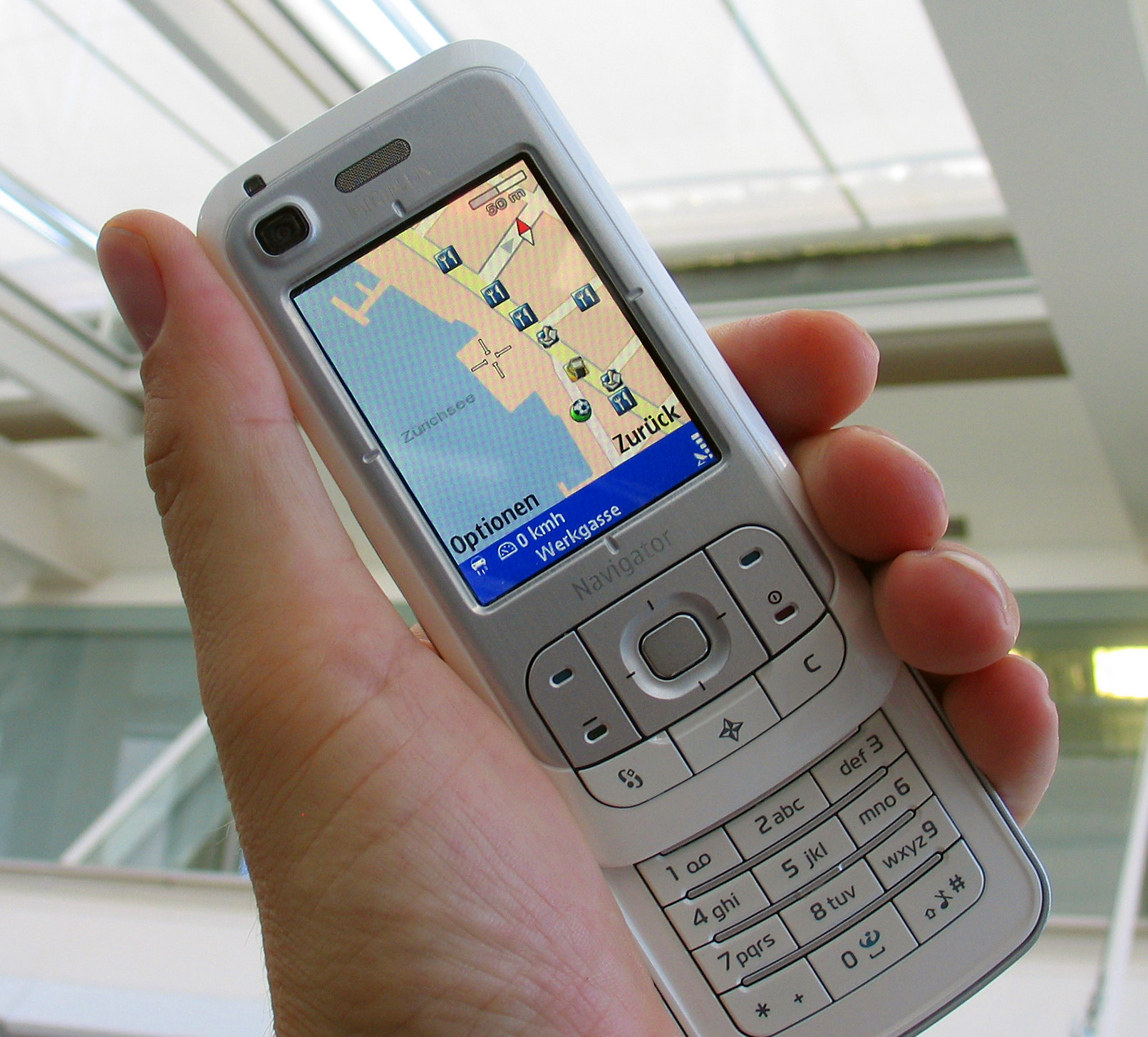
Nokia 6110 navigator.

Mobilpositionering, som inkluderar en platsbaserad tjänst som avslöjar de verkliga koordinaterna av en mobiltelefons bärare, är en teknik som används av telekommunikationsföretag för att approximera där en mobiltelefon, och därmed också dess användare, är tillfälligt. Den mer korrekta använda termen lokalisering refererar till syftet snarare än en positions process. Sådan tjänst erbjuds som tillval för klassen platsbaserade tjänster(LBS, location-based services).
Metoden används bland annat för att positionsbestämma nödsamtal till SOS Alarm. Noggrannheten varierar mellan 100 och 300 meter i ett samhälle till 5–10 kilometer ute på landet. Googlekonto gör det möjligt att dela med sig av sin position.